# Лямбда Южной Рыбы
Лямбда Южной Рыбы (Lambda PsA, λ Piscis Austrini, λ PsA, 16 Южной Рыбы) — звезда в созвездии Южной Рыбы. Видимая звёздная величина +5.45 (видна невооружённым глазом). Находится на расстоянии 508 световых лет от Солнца.